# Casa das Ciências
A Casa das Ciências é um projeto de apoio a professores da Fundação Calouste Gulbenkian.
Focado na melhoria da aprendizagem das ciências nas escolas portuguesas, este projeto teve início em 2008 e assenta na cooperação e partilha de materiais por parte dos professores, e disponibiliza gratuitamente um vasto conjunto de recursos educativos digitais (RED) nas área da matemática, biologia, geologia, física, química e informática e conta com um banco de materiais didáticos, uma enciclopédia científica e um banco de imagens didáticas.

## Materiais didáticos
O projeto Casa das Ciências disponibiliza um vasto conjunto de materiais didáticos que podem ser utilizados por professores ou alunos em qualquer contexto educativo. Os materiais disponibilizados foram, em grande parte, partilhados por professores portugueses e todos eles foram sujeitos a avaliação prévia por pares antes da sua publicação.

## Enciclopédia científica
A WikiCiências é uma enciclopédia científica que contém termos e conceitos de ciência elementar que constam dos programas do ensino básico e secundário para as diversas áreas científicas. Esta enciclopédia conta com a colaboração de investigadores, professores e estudantes, e todos os artigos publicados são sujeitos a uma avaliação prévia por pares, sob a responsabilidade de um editor setorial.

## Banco de imagens
O banco de imagens da Casa das Ciências disponibiliza esquemas, desenho e fotografias relacionadas com o ensino das ciências e que possam ser utilizados em qualquer contexto educativo, e conta com a colaboração de investigadores, professores e estudantes.